# Oxypetalum chodatianum
Oxypetalum chodatianum är en oleanderväxtart som beskrevs av Gustaf Oskar Andersson Malme. Oxypetalum chodatianum ingår i släktet Oxypetalum och familjen oleanderväxter. Inga underarter finns listade i Catalogue of Life.